# Alejandro Gómez (político)
Alejandro F. Gómez (Berabevú, Santa Fe, 4 de abril de 1908–Buenos Aires, 6 de febrero de 2005) fue un político argentino que asumió como vicepresidente de la Nación en 1958 y renunció seis meses después por divergencias con el presidente Arturo Frondizi. Perteneció a la Unión Cívica Radical y la Unión Cívica Radical Intransigente.

## Biografía

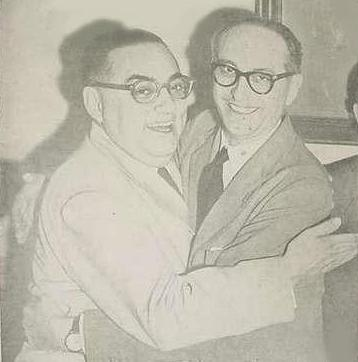
Junto a Frondizi en 1956.

Alejandro Gómez fue maestro rural, ejerciendo en Beravebú (Santa Fe). En la década de 1930 se graduó como abogado. Dirigente de la Unión Cívica Radical (UCR) desde la década del 30 fue uno de los fundadores del Movimiento de Intransigencia y Renovación en 1945 y uno de los redactores del "Programa de Avellaneda" que sentó las bases del movimiento.
En 1957 se dividió en dos partidos: la Unión Cívica Radical del Pueblo (UCRP), cercana a la dictadura gobernante y liderada por Ricardo Balbín, y la Unión Cívica Radical Intransigente (UCRI), opositora a la dictadura y cernaca al peronismo, liderada por Arturo Frondizi. Gómez se incluyó en la UCRI y fue elegido para acompañar a Frondizi en las elecciones presidenciales de 1958, como candidato a la Vicepresidencia de la Nación.
En febrero de 1958 ganó la fórmula Frondizi-Gómez, convirtiéndose en el vicepresidente, pero seis meses después, el 18 de noviembre renunció a su cargo por discrepar sobre la política de concesiones petroleras a empresas extranjeras realizadas por Frondizi, en contra de su libro Petróleo y política y sus promesas de campaña.
Tras su renuncia se retiró de la UCRI. En 1961 integró fugazmente el Partido del Trabajo y el Progreso (PTP), por el que se presentó como candidato a Gobernador de Santa Fe, su provincia natal, en las elecciones provinciales de 1961, con Vicente Pucci (antiguo candidato del Partido Socialista) como compañero de fórmula. Sin embargo, se ubicó en quinto lugar con el 4.91% de los votos, sin obtener representación en el Colegio Electoral, y su candidatura ni siquiera pudo restarle a la UCRI suficientes votos como para que el oficialismo perdiera, triunfando el candidato intransigente Luis Cándido Carballo, quien de igual modo no pudo asumir por el golpe de Estado de 1962.
Participó como invitado especial del Congreso por la Solidaridad de los Pueblos en México presidido por Lázaro Cárdenas. Fue invitado a Cuba por Fidel Castro para hacer una gira durante los primeros tiempos de la Revolución Cubana. Fue profesor universitario de las universidades Nacional del Litoral y de Belgrano.
En la década de 1980 se reafilió a la Unión Cívica Radical. Fundó el Movimiento Latinoamericano que contribuyó a fortalecer la campaña del futuro presidente Raúl Alfonsín. Integró junto a Jorge del Río y Adolfo Silenzi de Stagni el Movimiento Nacional de Defensa del Petróleo y la Energía, al que donó su pensión de vicepresidente.
Fundó y presidió la Asociación Argentina de Estudios Municipales. Escribió varios libros: Política de entrega, Moises Lebensohn, Radicalismo y petróleo, Un siglo, una vida.
Fue condecorado por el expresidente de Francia Charles De Gaulle con el título de Gran Oficial de la Legión de Honor de Francia. También recibió condecoraciones de los gobiernos de Chile y Arabia Saudita. Fue declarado post mortem  Ciudadano Ilustre de la ciudad de Rosario, en su provincia natal.
En 2001 publicó un libro de memorias titulado Un Siglo... Una vida. De la Soberanía a la dependencia.
Falleció a los 96 años, el 6 de febrero de 2005, luego de sufrir un accidente mientras se encontraba en las Sierras de Córdoba. Está enterrado en el Jardín de Paz, en la localidad de Pilar.

## Relaciones familiares
Su esposa fue la maestra María Celia Hilda Cabos (1907-2008) con quien se casó en 1936 y tuvo tres hijos Carlos Alejandro, Jorge Ernesto y Héctor Eduardo.